# Báječní muži s klikou
Báječní muži s klikou je osmý samostatný celovečerní film režiséra Jiřího Menzela z roku 1978. Vypráví o počátcích české kinematografie, kouzelníku a majiteli promítacího přístroje Paspartovi (má připomínat Viktora Ponrepa) a Janu Kolenatém (Jan Kříženecký). Pasparte sní o tom, že jednou otevře vlastní stálý biograf v Praze. Je však bez prostředků a tak objíždí venkov se svým představením, filmovým promítáním doprovázeným živým hudebním doprovodem.

## Postavy
- Rudolf Hrušínský (pan Pasparte)
- Vladimír Menšík (kabaretiér Šlapeto)
- Jiří Menzel (Jan Kolenatý)
- Vlasta Fabianová (Emilie Kolářová-Mladá)
- Blažena Holišová (Evženie)
- Jaromíra Mílová (Pepička)
- Josef Kemr (Benjamin)
- Oldřich Vlček (Berousek)
- Josef Somr (ouřada)
- Vladimír Huber (Hynek)
- Marie Rosůlková (dáma)
- Hana Burešová (Aloisie)
- Jiřina Steimarová
- Ludvík Hradílek
- Miloslav Štibich
- Antonín Klepáč
- Miroslav Horáček
- Miroslav Buberle (výrostek)